# Anoristia atrisparsella
Anoristia atrisparsella är en fjärilsart som beskrevs av Émile Louis Ragonot 1887. Anoristia atrisparsella ingår i släktet Anoristia och familjen mott. Inga underarter finns listade i Catalogue of Life.